# Bajory Wielkie (gromada)
Bajory Wielkie – dawna gromada, czyli najmniejsza jednostka podziału terytorialnego Polskiej Rzeczypospolitej Ludowej w latach 1954–1972.
Gromady, z gromadzkimi radami narodowymi (GRN) jako organami władzy najniższego stopnia na wsi, funkcjonowały od reformy reorganizującej administrację wiejską przeprowadzonej jesienią 1954 do momentu ich zniesienia z dniem 1 stycznia 1973, tym samym wypierając organizację gminną w latach 1954–1972.
Gromadę Bajory Wielkie z siedzibą GRN w Bajorach Wielkich utworzono – jako jedną z 8759 gromad na obszarze Polski – w powiecie kętrzyńskim w woj. olsztyńskim na mocy uchwały nr 15 WRN w Olsztynie z dnia 4 października 1954. W skład jednostki weszły obszary dotychczasowych gromad Bajory Wielkie, Łęknica i Wyskok ze zniesionej gminy Bobrowo oraz miejscowość Marszałki z dotychczasowej gromady Wilczyny ze zniesionej gminy Srokowo w tymże powiecie. Dla gromady ustalono 9 członków gromadzkiej rady narodowej.
1 stycznia 1958 do gromady Bajory Wielkie włączono leśniczówki Oparczyska, Osikowo, Wilczyny, Jegławki i Marszałki ze zniesionej gromady Kosakowo w tymże powiecie; z gromady Bajory Wielkie wyłączono natomiast PGR Zalesie, włączając je do gromady Mołtajny w tymże powiecie.
Gromadę zniesiono 1 stycznia 1960, a jej obszar włączono do gromad Srokowo (wsie Bajory Wielkie, Bajory Małe i Wyskok, PGR-y Bajorski Gaj, Brzeźnica, Mrowiny, Mazurkowo i Bajorki oraz leśniczówki Oparczyska, Osikowo, Marszałki, Wilczyny i Jegławki) i Mołtajny (wieś Łęknica, osadę Łęknica Dwór, PGR-y Długie, Kałki, Mintowo, Popielisko, Goszczewo, Przylasek i Plinkajmy oraz leśniczówkę Łęknica Las) w tymże powiecie.